# Radener See
Der Radener See liegt im Landkreis Rostock innerhalb des Gemeindegebietes von Lalendorf in Mecklenburg-Vorpommern (Deutschland) und befindet sich ungefähr 17 Kilometer östlich von Güstrow und ungefähr sieben Kilometer westlich von Teterow. Im Süden des Sees liegt der namensgebende Ort Raden. Der See hat eine Länge von rund 2,1 Kilometern und eine Breite von 800 Metern. Das ovale, wenig gegliederte Gewässer liegt in einer flachen sumpfigen Senke. Der See ist sehr flach und von einem Schilfgürtel umgeben. Es gibt keine offiziellen Badestellen. Der durch die intensive landwirtschaftliche Nutzung der Umgebung nährstoffreiche See wird von einem Fischereibetrieb befischt. Südlich des Sees verläuft die Bundesstraße 104.